# Mostassa bruna
La mostassa bruna (Brassica juncea), és una espècie de planta de mostassa. Les subvarietats inclouen la gegant del sud que sembla una col de les que no fan cabdell.
És originària d'Euràsia, als Països Catalans només s'ha trobat com subespontània (ruderal) al Barcelonès

## Descripció
Planta anual de 30 a 80 cm d'alt amb síliqües de 3 a 5 cm. Fulles glauques i glabres. Flors de color groc. Floreix de maig a juliol 

## Usos
Se'n poden menjar les fulles, les llavors i la tija. Aquesta planta s'utilitza en la gastronomia africana, italiana, de l'Índia, la Xina i el Japó. Alguns cultivars es dediquen a produir oli de les llavors. A Rússia hi ha una varietat per a fer ol per a molts usos incloent el de fer mostassa.
Les seves fulles s'utilitzen a l'Àfrica cuinades i a l'Índia, el Nepal i el Punjab per al seu famós plat anomenat sarson da saag. La mostassa feta amb aquesta planta s'anomena mostassa bruna.
Brassica juncea és més picant que la col (Brassica oleracea) i sovint es mescla amb ella en els plats.

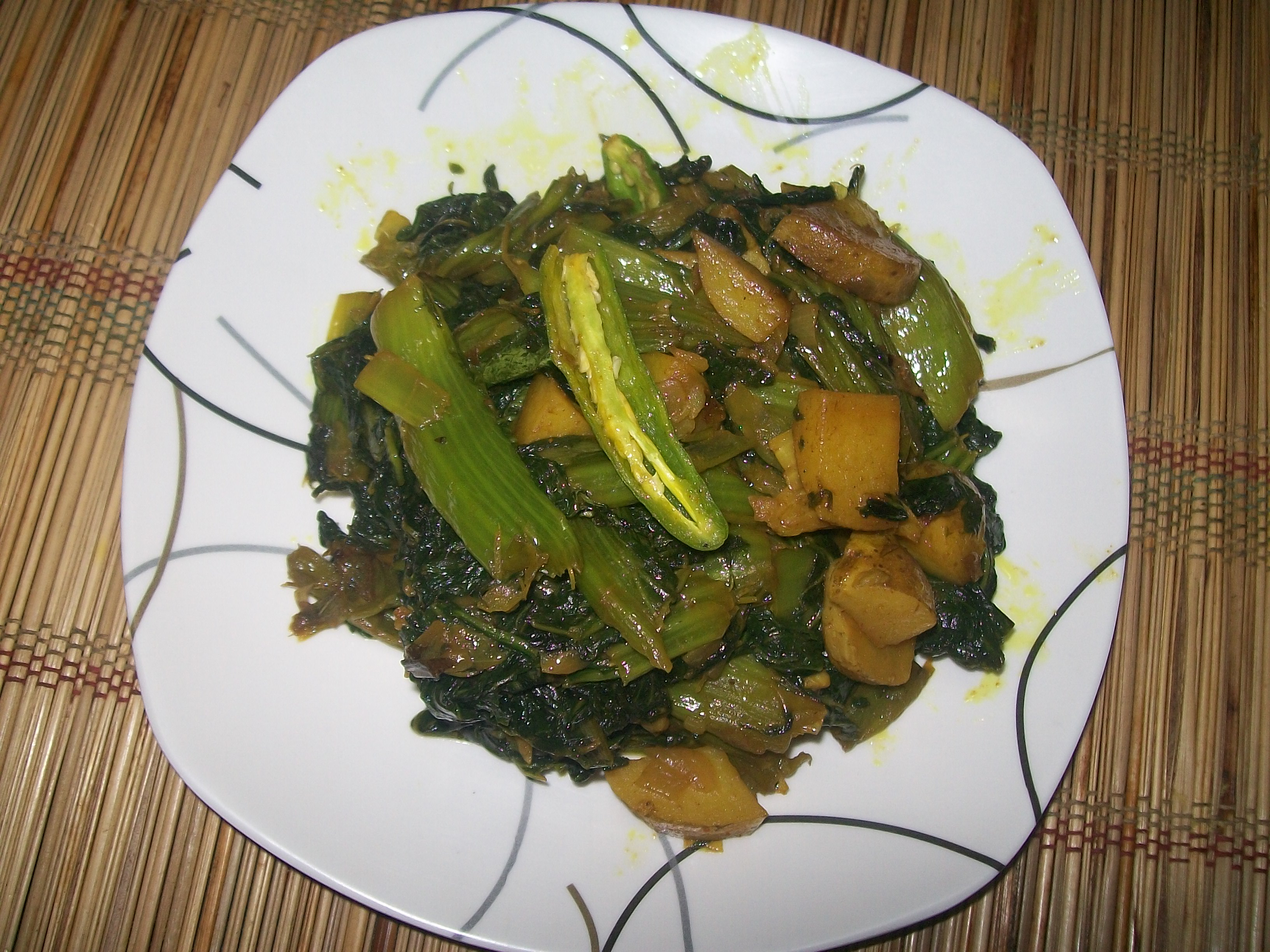
Mostassa bruna fregida, a Assam, Índia

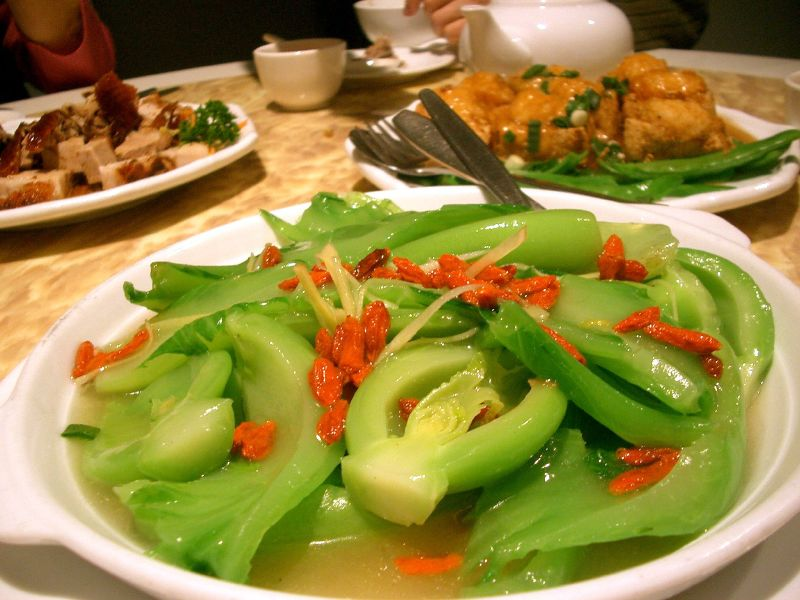
A l'estil cantonès

### Altres usos
B. juncea pot hiperacumular cadmi i altres elements del sòl. Es pot fer servir com a suplement alimentari dels elements seleni, crom, ferro i zinc.
Es pot fer servir d'adob verd i per al mulching del terreny per suprimir el creixement de les males herbes entre les fileres del conreu.